# Velké Bílovice
Velké Bílovice (AFI: ˈvɛlkɛː ˈbiːlovɪtsɛ) é uma cidade checa, localizada no distrito de Břeclav‎, na região de Morávia do Sul, com 3 899 habitantes (2016). Está localizada a 45 km a sudeste de Brno e a 80 km a nordeste de Viena. É a maior cidade vitícola da República Checa, com mais de 730 hectares de vinhedos (2015).

## Galeria
|  |  |  |
|  |  |  |